# Aulacodes metataxalis
Aulacodes metataxalis là một loài bướm đêm trong họ Crambidae.